# Высокий (остров, Россия)
Высо́кий — остров архипелага Северная Земля. Административно относится к Таймырскому Долгано-Ненецкому району Красноярского края.
Расположен в проливе Красной Армии между островами Комсомолец и Октябрьской революции в 2,1 километрах от северного побережья последнего между мысом Низким и мысом Ожиданий.
Имеет вытянутую с запада на восток форму длиной 4,3 километра и шириной до 2 километров. Свободен ото льда. На острове находятся две возвышенности: высотой 25 метров в западной части и 42-метровая скала на востоке острова. Берега пологие, по всей территории — редкие каменистые россыпи. В районе наивысшей точки острова расположен геодезический пункт. Рек и озёр на острове нет.